# Suzana Petersen
Suzana Petersen (Cachoeira do Sul - RS, 14 de outubro de 1947), mais tarde Suzana Gesteira, é uma ex-tenista brasileira. Ela competiu nos Jogos Olímpicos de Verão de 1968, onde o tênis era um esporte de demonstração e exibição, nos seis eventos. Junto com a equatoriana María Eugenia Guzmán na exibição de duplas femininas, com o soviético Teimuraz Kakulia nas competições de duplas mistas e também na de simples, ela terminou com a medalha de bronze nos três eventos. Antes da medalha de bronze de Laura Pigossi e Luisa Stefani nos Jogos Olímpicos de 2020, Petersen foi a única tenista brasileira  a terminar entre os três primeiros em um evento olímpico de tênis.
Ela também participou de torneios de Grand Slam, como o Aberto da França de 1968, Aberto da França de 1970, Torneio de Wimbledon de 1969, Torneio de Wimbledon de 1970 e o US Open de 1969.
Petersen venceu a Italiana Anna Arias por 5-7, 6-3, 8-6 para vencer o Torneio de Parioli em 1970.